# Опекун (фильм, 1970)
«Опеку́н» — советская кинокомедия режиссёров Альберта Мкртчяна и Эдгара Ходжикяна, снятая на киностудии «Мосфильм» в 1970 году. Фильм снят по рассказу Самуила Шатрова «Сказание о тунеядце Мишке Короедове»

## Сюжет
Молодой и обаятельный тунеядец Миша Короедов живёт по принципу «что бы ни делать, лишь бы ничего не делать», чем объясняется, что ни на какой работе он долго не задерживается. Работая слесарем в ЖЭКе, он умудряется по нескольку раз затормаживать свою аварийную машину, следующую по срочным вызовам, руководствуясь различными причинами: например, чтобы купить пива или узнать счёт на футболе. В одном из таких рейсов Миша знакомится с Любой Фирсовой и её сыном Вовой.
Вечером того же дня, возвращаясь с работы, Миша встречается с пьяницей и бывшим драматическим актёром Алексеем Павловичем Тебеньковым, который перекрывает путь его машине и вместе с которым они быстро оказываются в вытрезвителе. Наутро Тебеньков, замотанный в простыню, пытается выступить перед капитаном милиции и другими обитателями вытрезвителя в стиле римского сенатора. После освобождения выясняется, что Миша и Тебеньков уволены, и они вынуждены искать другую работу.
Если Мише ни одна из предлагаемых профессий не приходится по душе, то Тебеньков почти сразу устраивается диктором в радиоузел универмага. Однако там он снова напивается, и в результате его выгоняют. В этом же универмаге Короедов снова встречает Любу и Вову Фирсовых, которые опаздывают на поезд. Чувствуя явную симпатию к Любе, Миша помогает ей с сыном успеть до отправления, задержав отъехавший от остановки троллейбус. В благодарность та зовёт его погостить в курортный город под названием Кипарисовка, где она работает официанткой.
Приехав в Кипарисовку, Короедов по рекомендации Любы решает поработать опекуном её тёти, Антонины Ивановны — пожилой хозяйки собственного дома. Короедов рассчитывает, что старушка скоро «сыграет в ящик», и в надежде на гипотетическое наследство вынужден выполнять многочисленные задания своей подопечной — например, работа в огороде, выкапывание колодца или передача собранных яблок детскому саду (при этом Миша пытается обмануть старушку, отправляясь на рынок, чтобы продать яблоки, однако на этот же рынок приходят Антонина Ивановна и Люба, поэтому ему всё же приходится нести их в детский сад).
В Кипарисовке оказывается и Тебеньков. Встретив Мишу, он предлагает ему поехать в соседний город Забалуйск, где недавно умерла его тётка, чтобы получить наследство и пропить его. Приятели отправляются туда, однако, когда они приезжают в Забалуйск, выясняется, что все сбережения тётка завещала детской поликлинике, и пропивать, как оказывается, нечего.
Затем они встречают местного самогонщика Митрия Прокопыча Самородова, который угощает собутыльников первачом собственного производства. На вопрос, сколько в нём градусов, самогонщик отвечает, что градусов они не меряют, а «опущают в самогон уздечку — ежели она растворяется, значит самогон хороший». Самородов жалуется приятелям, что местное начальство хочет снести его бревенчатую избу, а самого переселить в многоквартирный дом, где гнать самогон будет затруднительно. Чтобы помочь самогонщику, Короедов и Тебеньков придумывают легенду, по которой в доме Самородова в XVIII веке по дороге на казнь ночевал Емельян Пугачёв и прабабка хозяина преподнесла ему целое блюдо сбитня. Тем не менее аферу быстро раскрывают (в частности потому, что сбитень является напитком и в блюде не подаётся), и Самородову приходится переселиться из деревни в город. Во время чаепития с новыми соседями Самородова Короедов смотрит по телевизору репортаж «Наши моржи», где внезапно видит Антонину Ивановну, руководящую группой спортсменов-пловцов. Приятели тут же отлучаются, прихватив у самогонщика аванс за свои услуги.
Короедов решает подать в суд на старушку, у которой бесплатно работал. Тебеньков выступает на суде с обвинительной речью, в которой обличает Антонину Ивановну в безжалостной эксплуатации. Выясняется, что пенсионерка вовсе не беспомощна, а с помощью Любы нарочно выбирает себе в помощники кого-нибудь из отчаянных лодырей, чтобы тому пришлось изрядно потрудиться. Впрочем, она переводила все заработанные Короедовым деньги на его сберкнижку, которую и возвращает ему на суде.
Когда Короедов «увольняется» от старушки, они с Алексеем Павловичем решают напиться с горя и отправляются в кафе, где работает Люба. Однако там они становятся свидетелями того, как местные лоботрясы пристают к ней, вступают с ними в конфликт и снова попадают в милицию, где Тебеньков рассуждает, что когда-нибудь бросит пить и на белом пароходе отправится к жене в Батуми.
После освобождения Миша идёт домой к Любе, но встречает только Вову, гуляет с ним по городу и покупает ему хомяка. Проходя мимо дома старушки, Короедов обращает внимание, что у неё дома перевоспитывается новый «батрак».
Самородов ищет Тебенькова в надежде вернуть отобранные деньги. Тот сидит в кафе и старается упросить купить ему выпить одного из местных лоботрясов, с которым конфликтовал. Затем он встречается с Самородовым и после недолгих уговоров меняет у него свои часы на бутылку самогона.
В итоге Короедов устраивается на работу на портовый буксир, Тебеньков продолжает выпивать, а самогонщик Самородов «прокалывается» на том, что рекламировал свой товар дружиннику, который и сдал его в милицию. Поздним вечером Миша и Люба застают Тебенькова купающимся с похмелья в море. Из чувства жалости они предлагают ему отправиться к жене и даже готовы достать билет на пароход через капитана Омара Левановича. Тебеньков соглашается. Однако наутро он, опоздав на рейс, снова пьянствует у портового ларька и между делом проговаривается, что никакой жены у него нет. Финальная сцена — Короедов уплывает в рейс на буксире.

## В ролях
- Александр Збруев — Миша Короедов, тунеядец
- Георгий Вицин — Алексей Павлович Тебеньков, алкоголик, друг Миши
- Клара Лучко — Любовь Петровна (Люба) Фирсова, официантка в кафе «Парусник», возлюбленная Миши
- Ирина Мурзаева — Антонина Ивановна Прокопчук, тётя и «престарелая» соседка Любы
- Константин Сорокин — Митрий Прокопыч Самородов, самогонщик
- Гурген Тонунц — Омар Леванович, капитан буксира «Гремучий»
- Валентин Грачёв — Саша, одноклассник Миши
- Лариса Виккел — девушка Саши
- Муза Крепкогорская — Тата, курортница
- Евгений Тетерин — Кирилл Иванович, муж Таты
- Герман Качин — Костя, хулиган
- Володя Диянов — Вова Фирсов, сын Любы
- Николай Сморчков — председатель горисполкома Забалуйска

## Съёмочная группа
- Автор сценария — Самуил Шатров
- Режиссёры-постановщики: Альберт Мкртчян, Эдгар Ходжикян
- Оператор-постановщик — Михаил Коропцов
- Художник-постановщик — Анатолий Кузнецов
- Композитор: Павел Аедоницкий
- Исполнитель песен — Лариса Мондрус
- Текст песен — Игорь Шаферан
- Художественный руководитель — Владимир Басов

Морские сцены фильма сняты в Гурзуфе (Крым) и на набережной Ялты.

## Песня в фильме
- Песня «Белый пароход» (П. Аедоницкий, И. Шаферан), исполняет Лариса Мондрус.
- Вернись в Сорренто

## Прокат
В советском прокате картину посмотрели 31 миллион 800 тысяч зрителей.
В 2021 году фильм отреставрирован специалистами «Мосфильма» в формате 4K.